# Dorwać Cartera
Dorwać Cartera (ang. Get Carter) – amerykański film sensacyjny z 2000 roku na podstawie powieści Teda Lewisa Jack's Return Home. Film jest remakiem brytyjskiego kryminału Dopaść Cartera z 1971 roku z Michaelem Caine’em.

## Główne role
- Sylvester Stallone – Jack Carter
- Michael Caine – Cliff Bumby
- Rachael Leigh Cook – Doreen
- Alan Cumming – Jeremy Kinnear
- Johnny Strong – Eddie
- Mickey Rourke – Cyrus
- Rhona Mitra – Geraldine
- Miranda Richardson – Gloria Carter
- John C. McGinley – Con McCarty
- John Cassini – Thorpey
- Alexander Pervakov – Jimmy
- Yves Cameron – Peter
- John Moore – Ksiądz
- Garwin Sanford – Les Fletcher
- Mark Boone Junior – Jim Davis

i inni.